# ワース郡 (ミズーリ州)
ワース郡（英: Worth County）は、アメリカ合衆国ミズーリ州の北西部に位置する郡である。2010年国勢調査での人口は2,171人であり、2000年の2,382人から8.9％減少した。人口、面積共に州内最小の郡である。郡庁所在地はグラントシティ市（人口859人）であり、同郡で人口最大の都市でもある。ワース郡は1861年2月8日に設立され、郡名は米墨戦争に従軍したウィリアム・J・ワース将軍に因んで名付けられた。

## 地理
アメリカ合衆国国勢調査局に拠れば、郡域全面積は266.75平方マイル (690.9 km2)であり、このうち陸地266.52平方マイル (690.3 km2)、水域は0.23平方マイル (0.60 km2)で水域率は0.09％である。

### 隣接する郡
- テイラー郡 (アイオワ州) - 北西
- リングゴールド郡 (アイオワ州) - 北東
- ハリソン郡 - 東
- ジェントリー郡 - 南
- ノダウェイ郡 - 西

## 人口動態
以下は2000年の国勢調査による人口統計データである。
| 基礎データ - 人口: 2,382人 - 世帯数: 1,009 世帯 - 家族数: 677 家族 - 人口密度: 3人/km2（9人/mi2） - 住居数: 1,245軒 - 住居密度: 2軒/km2（5軒/mi2） 人種別人口構成 - 白人: 98.99% - アフリカン・アメリカン: 0.17% - ネイティブ・アメリカン: 0.384% - アジア人: 0.08% - 混血: 0.42% - ヒスパニック・ラテン系: 0.29% 年齢別人口構成 - 18歳未満: 24.3% - 18-24歳: 6.8% - 25-44歳: 23.5% - 45-64歳: 23.1% - 65歳以上: 22.3% - 年齢の中央値: 42歳 - 性比（女性100人あたり男性の人口） - 総人口: 96.0 - 18歳以上: 90.6 | 世帯と家族（対世帯数） - 18歳未満の子供がいる: 28.9% - 結婚・同居している夫婦: 56.4% - 未婚・離婚・死別女性が世帯主: 7.7% - 非家族世帯: 32.9% - 単身世帯: 30.0% - 65歳以上の老人1人暮らし: 16.7% - 平均構成人数 - 世帯: 2.31人 - 家族: 2.85人 収入と家計 - 収入の中央値 - 世帯: 27,471米ドル - 家族: 34,044米ドル - 性別 - 男性: 24,138米ドル - 女性: 17,300米ドル - 人口1人あたり収入: 14,367米ドル - 貧困線以下 - 対人口: 14.3% - 対家族数: 10.9% - 18歳未満: 18.8% - 65歳以上: 11.5% |

## 都市と町
| - アレンデール - デンバー | - グラントシティ - 郡庁所在地 - アイリーナ | - シェリダン - ワース |  |

## 政治

### 地方
ワース郡の地方レベルでは共和党が大半の政治を支配しており、郡の選挙で選ばれる役職は6人を除いて独占している。

### 国政

#### 2008年大統領予備選挙
2008年の大統領予備選挙で、ワース郡は共和党のマイク・ハッカビーと民主党のヒラリー・クリントンを選んだ。民主党の予備選挙ではヒラリー・クリントンが1位となり、さらに共和党予備選挙で各候補に投じられた票数よりも多かった。